# Cuore amore errore disintegrazione
Cuore amore errore disintegrazione è il sesto album in studio del gruppo piemontese Uochi Toki, pubblicato nel settembre 2010 da La Tempesta dischi.

## Il disco
Il tema portante del disco è l'amore, affrontato raccontando una serie di incontri e di dialoghi con ragazze e donne di età diverse.
Per accompagnare i testi sono state scelte delle sonorità frammentarie. I campionamenti non provengono da dischi e tracce esistenti, né da suoni di sintesi generati da macchine, ma sono stati registrati dal vivo dai musicisti che hanno collaborato al disco (Lucio Corenzi dei Luther Blisset al contrabbasso, Bruno Dorella di OvO/Bachi da pietra/Ronin alla batteria, Alessio Bertucci dei Claus and Candy al Sitar).

## Tracce
1. Appena risalito dall'abisso,
2. mi sveglio da straniero in un luogo mai visto prima, tuttavia,
3. dato che per me è naturale trovarmi spaesato nei non-luoghi,
4. mi basta udire voci lontane per sentirmi a casa ovunque,
5. permettendomi artifici spontanei,
6. gettandomi in ambigue immedesimazioni non richieste ma richieste,
7. violando le conseguenze che la violazione dei sacri limiti tra due persone comporta...
8. ... no, sto sbagliando in qualcosa, il nervoso ed il quieto si alternano freneticamente
9. dando origine al più incomprensibile dei mali
10. che mi esaspera fino ad esplodere la realtà in molteplici “adesso”.